# Dysphania semifulva
Dysphania semifulva är en fjärilsart som beskrevs av W. Warren 1909. Dysphania semifulva ingår i släktet Dysphania och familjen mätare. Inga underarter finns listade i Catalogue of Life.